# Línea de alta velocidad Venta de Baños-Burgos-Vitoria
La línea de alta velocidad Venta de Baños-Burgos-Vitoria es una línea de alta velocidad en construcción que se extiende entre el Nudo de Venta de Baños (Palencia) y la estación de Vitoria pasando por las estaciones de Burgos y Miranda de Ebro, en España. Constituirá parte del ramal norte/noroeste del ferrocarril de alta velocidad de España, formando parte de la línea Madrid Chamartín-Bilbao Abando Indalecio Prieto. El tramo Venta de Baños-Burgos se inauguró el 21 de julio de 2022, sin que se haya fijado plazo ni definido un proyecto concreto para la llegada a Vitoria.
El trazado entre el Nudo de Venta de Baños y Burgos está diseñado de acuerdo con las especificaciones técnicas de interoperabilidad de la Unión Europea para líneas ferroviarias de alta velocidad. Será apta para una velocidad máxima de 350 km/h y consta de plataforma para vía doble de ancho estándar (1435 mm), aunque entre el ramal Villamuriel de Cerrato - Soto de Cerrato, y entre Soto de Cerrato y Burgos se ha montado vía única en una primera fase con el objetivo de ahorrar costes.

## Tramos
La línea se divide en dos grandes tramos: el primero, ya en servicio, entre el Nudo de Venta de Baños y el cambiador de Burgos tiene 87,076 km más un ramal de 4,485 km y el segundo, en fase de estudio, entre Burgos y Vitoria tendría 109,1 km según el último proyecto.
El nudo de Venta de Baños consiste en un triángulo formado por las líneas Valladolid-León, ya en servicio, la propia línea Venta de Baños-Burgos y un ramal para enlazar ambas líneas desde Palencia. El lado entre Bifurcación Venta de Baños AV y Bifurcación Cerrato, donde se incorpora el ramal de enlace desde Soto de Cerrato/Burgos tiene 5,121 km, el lado entre Bifurcación Venta de Baños AV y Bifurcación Soto de Cerrato AV, donde se incorpora el mismo ramal de enlace desde Palencia/León tiene 5,096 km, y el propio ramal de enlace 4,485 km. La distancia entre Bifurcación Soto de Cerrato AV y Burgos Rosa de Lima es de 81,367 km. De entre todos estos tramos, solo se ha montado vía doble entre Bifurcación Venta de Baños AV y Bifurcación Soto de Cerrato AV. Entre esta y Burgos existen dos semi-PAET: el de Río Arlanzón (PK 257,565) y el de Estépar (PK 282,378).
La variante de Burgos mide 17,4 km entre Bifurcación Aranda y Bifurcación Rubena y en ella se han montado dos vías en ancho ibérico con traviesa polivalente sobre plataforma para tres vías. 13,2 km de su recorrido son aptos para 200 km/h. La vía de la izquierda fue adaptada al ancho internacional para el AVE.
El cambiador de Burgos está situado en la salida norte de la estación y es dual del tipo TCRS3 (piezas móviles), apto para trenes CAF y Talgo. Estaba prevista su instalación en Quintanilleja, 14,489 km al sur de Burgos pero, con buen criterio, finalmente se situó justo al norte de la estación, un lugar donde los trenes pierden poco tiempo al pasar a baja velocidad.

### Nudo de Venta de Baños-Burgos
Actualmente el tramo de Venta de Baños a Burgos se encuentra en servicio desde el 21 de julio de 2022, con todos sus test verificados por la AESF a la espera de la fase de pruebas, los primeros test fueron realizados en agosto con el BT de Adif hasta los 200 km/h y en septiembre con el tren Séneca a 300 km/h, posteriormente se realizaron pruebas del ERTMS N2 con un 130 y 730 tras haber probado el ASFA hasta los 200 km/h. Y a partir de abril se realizaron pruebas con una unidad de la nueva serie 106 de Renfe, la cual alcanzó los 363 km/h necesarios para su homologación. Hoy en día se están realizando la formación de los maquinistas en todo el tramo, con el sistema ERTMS Nivel 2, así como las pruebas del cambiador de ancho situado en la estación de Burgos para los servicios comerciales. Entre abril y mayo de 2022, se llevaron a cabo pruebas de fiabilidad de todos los elementos de la infraestructura por parte de ADIF con material Talgo S102 y S730. Dichas pruebas se completaron con éxito a principios de mayo. 
Desde mayo, se llevaron a cabo la formación de los maquinistas que operarán en la línea. Finalmente la línea se inauguró el 21 de julio de 2022
| Tramo                                                   | Kilómetros | Estado (fecha BOE)         | Plazo ejecución                                              |
| ------------------------------------------------------- | ---------- | -------------------------- | ------------------------------------------------------------ |
| Nudo de Venta de Baños (Ramal Valladolid-Palencia-León) | 16         | En servicio (21/07/2022)   | 24 meses                                                     |
| Nudo de Venta de Baños (Ramales hacia Burgos)           | 8          | En servicio (21/07/2022)\| | 22 meses                                                     |
| Nudo de Venta de Baños - Torquemada                     | 11,9       | En servicio (21/07/2022)   | 26 meses                                                     |
| Torquemada - Quintana del Puente                        | 11,3       | En servicio (21/07/2022)   | 21 meses                                                     |
| Quintana del Puente - Villodrigo                        | 11,1       | En servicio (21/07/2022)   | 30 meses                                                     |
| Villodrigo - Villazopeque                               | 10,4       | En servicio (21/07/2022)   | -                                                            |
| Villazopeque - Estépar                                  | 11,4       | En servicio (21/07/2022)   | -                                                            |
| Estépar - Variante ferroviaria de Burgos                | 10,2       | En servicio (21/07/2022)   | 32 meses (finalizada la obra de plataforma en junio de 2017) |
| Variante ferroviaria de Burgos                          | 20,3       | En servicio (21/07/2022)   |                                                              |

### Burgos - Miranda de Ebro - Vitoria
Actualmente la mayor parte de los tramos se encuentran en proyecto o en los trámites inmediatamente anteriores a su inicio, tal como muestra la siguiente tabla.
Los proyectos van con retraso, ya que se introdujeron modificaciones para que la línea pasara de velocidades máximas de 220 km/h a 350 km/h.
| Tramo                                          | Kilómetros | Estado (fecha BOE)               | Plazo ejecución |
| ---------------------------------------------- | ---------- | -------------------------------- | --------------- |
| Variante ferroviaria de Burgos - Piérnigas     | 10,1       | Proyecto adjudicado (03/03/2023) | 12 meses        |
| Piérnigas - Pancorbo                           | 7,8        | Proyecto adjudicado (03/03/2023) | 12 meses        |
| Pancorbo - Ameyugo                             | 6,6        | Obras adjudicación (18/07/2025)  | 52 meses        |
| Ameyugo - Miranda de Ebro                      | 7,3        | Proyecto adjudicado (03/03/2023) | 12 meses        |
| Integración del ferrocarril en Miranda de Ebro | 6,0        | Proyecto adjudicado (03/03/2023) | 12 meses        |
| Miranda de Ebro - Manzanos                     | 6,6        | Proyecto adjudicado (03/03/2023) | 12 meses        |
| Manzanos - Iruña de Oca                        | 7,4        | Proyecto adjudicado (03/03/2023) | 12 meses        |

## Instalaciones y puntos kilométricos Venta de Baños-Burgos
| Punto kilométrico                     | Instalación |
| Ramal Palencia-Soto de Cerrato        | |
| 000,000                               | Bifurcación Cerrato (bifurcación hacia Venta de Baños) PK 222,651 de la línea Valladolid-León (inicio vía única: 4,485 km) |
| 004,485                               | Bifurcación Soto de Cerrato AV (incorporación desde Venta de Baños) PK 222,674 de la línea Venta de Baños-Burgos           |
| Línea principal Venta de Baños-Burgos | |
| 217,578                               | Bifurcación Venta de Baños AV (bifurcación hacia Palencia)                                                                 |
| 222,674                               | Bifurcación Soto de Cerrato AV (incorporación desde Palencia)                                                              |
| 223,000                               | Bifurcación La Vega (inicio vía única: 81,654 km; hasta aquí: 5,422 km de vía doble)                                       |
| 240,736                               | PCA Torquemada |
| 257,565                               | Semi-PAET Río Arlanzón (vía general y otra vía de apartado a la derecha)                                                   |
| 270,206                               | PCA Villaquirán |
| 282,378                               | Semi-PAET Estépar |
| 293,291                               | PCA Villalbilla |
| 304,041                               | Estación Burgos Rosa Manzano (124,732 km hasta Valladolid Campo Grande)                                                    |
| 304,654                               | Cambiador de Burgos (dual TCRS3 Talgo y CAF)                                                                               |

PAET: Puesto de adelantamiento y estacionamiento de trenes (con andenes)
PB: Puesto de banalización (donde se puede cambiar la vía de circulación)
PCA: Puesto de Cantonamiento Automático (edificio técnico para el bloqueo)

## Estaciones

### Burgos Rosa Manzano

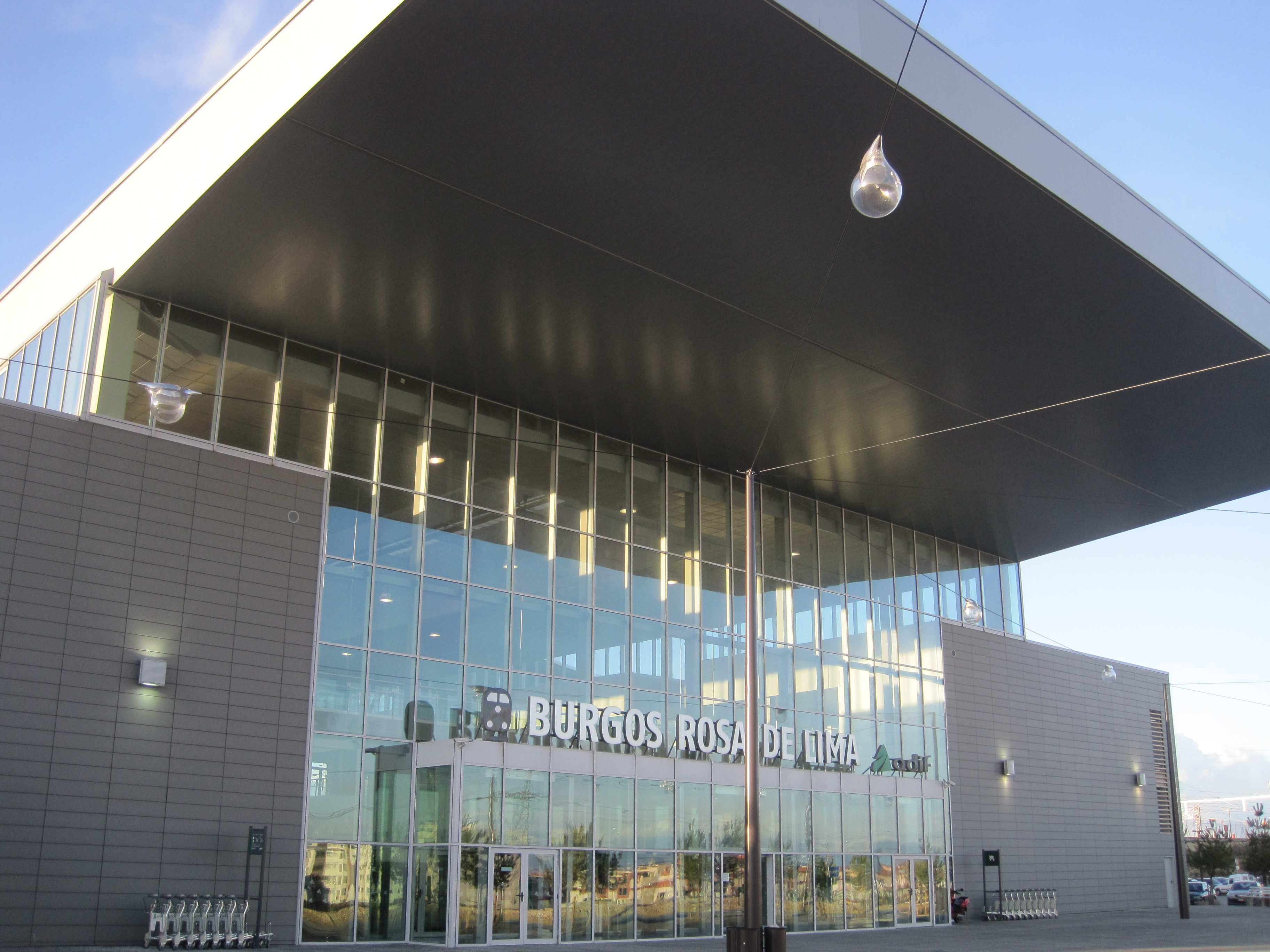
Nueva estación de ferrocarril de Burgos Rosa Manzano, preparada para la llegada de la alta velocidad.

La estación de Burgos Rosa Manzano es una estación de ferrocarril ubicada en la ciudad de Burgos. Se encuentra al norte de la ciudad y fue inaugurada oficialmente el 12 de diciembre de 2008.
Se construyó dentro de la variante ferroviaria de Burgos que elimina el paso de trenes por el centro de la ciudad. La nueva estación estuvo unos años sin servicio de alta velocidad, que fue inicialmente anunciado para el año 2015 pero, tras muchos retrasos, finalmente se puso en servicio el 22 de julio de 2022. Contará finalmente con dos vías de ancho ibérico entre los dos primeros andenes, otras dos de ancho estándar, una en el segundo andén y otra en el último y, entre ellas, otras dos vías pasantes sin andén.

### Miranda de Ebro

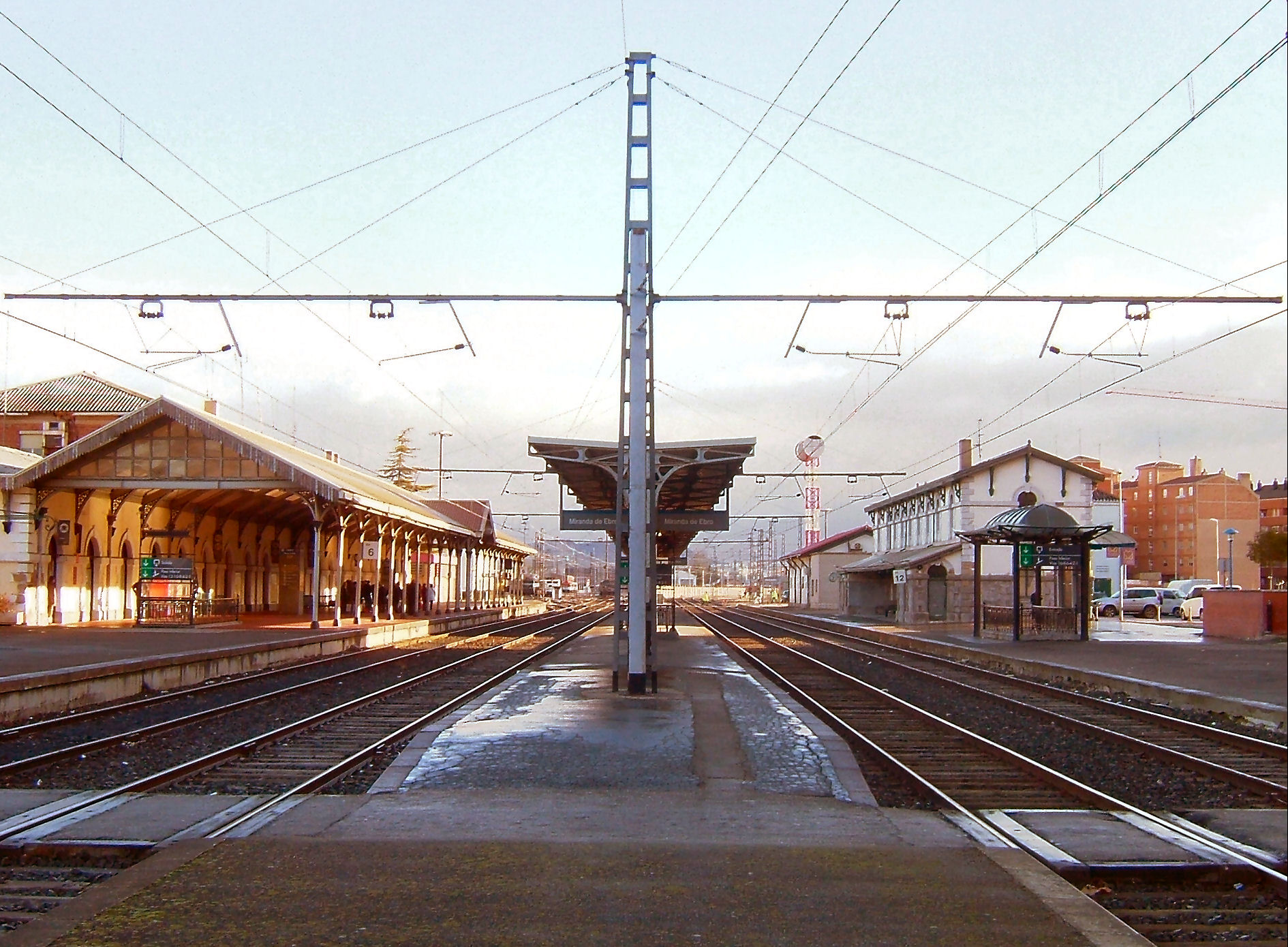
Estación de Miranda de Ebro.

La estación de Miranda de Ebro es una estación de ferrocarril ubicada en la ciudad de Miranda de Ebro. Es un importante nudo ferroviario donde confluyen las líneas Madrid-Irún y Castejón-Bilbao. Fue inaugurada en 1862, siendo una de las estaciones más antiguas del país.
Será la única estación de la línea que no se demolerá, sino que se rehabilitará debido a su valor histórico. El proyecto para Miranda de Ebro se establece como una estación intermodal. Los edificios de la actual estación serán rehabilitados para acoger los servicios de tren convencional, y contigua a ella se ha construido la moderna estación de autobuses, que cuenta con aparcamiento en superficie para los servicios de ambas estaciones. A continuación del mismo se ha previsto construir una nueva terminal para la alta velocidad, instalando sus andenes en torno a la vía 12 de la estación actual. Con esta acción se habilitarán dos estaciones de ferrocarril contiguas para los dos tipos de ancho, unidas a la terminal de autobuses. Esto permitirá que la futura estación de alta velocidad para Miranda de Ebro se ubique en pleno centro de la ciudad, ya que la terminal se situará a pie de calle, concretamente en la Ronda del Ferrocarril. También se ha procedido a peatonalizar totalmente la Plaza de la Estación.
En esta estación está prevista la unión de esta línea de alta velocidad con la LAV Logroño-Miranda de Ebro.

### Vitoria

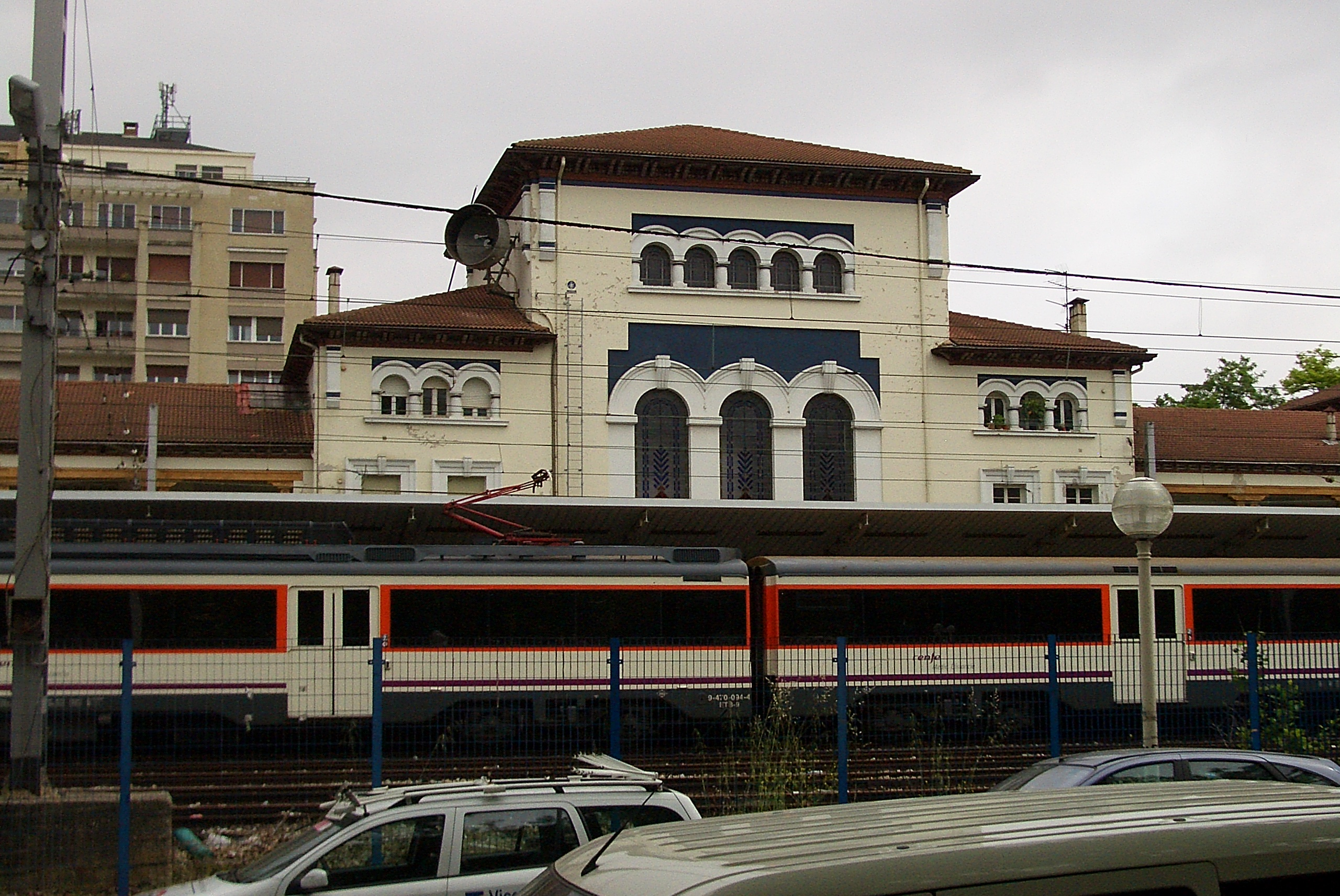
Estación de Vitoria.

La estación de Vitoria es una estación de ferrocarril ubicada en la ciudad de Vitoria. El actual edificio se encuentra en el centro de la ciudad y se inauguró en 1935.
Al igual que en Valladolid, en Vitoria se planea el soterramiento del trazado ferroviario para la llegada del AVE. Para ello se preveía la construcción de un túnel de 6,8 km y una nueva estación bajo el Parque de Arriaga que bajo el mandato del PP fue desestimada siendo la estación actual de Dato la que albergará la llegada del Tren de Alta Velocidad. El coste total del soterramiento del tren en Vitoria asciende a 476 millones de euros.
En esta estación tendrá lugar la unión de esta línea de alta velocidad con la Y Vasca.